# Perakianus atriceps
Perakianus atriceps là một loài bọ cánh cứng trong họ Melandryidae. Loài này được Pic mô tả khoa học năm 1914.